# Jaraíz de la Vera
Jaraíz de la Vera – gmina w Hiszpanii, w prowincji Cáceres, w Estramadurze, o powierzchni 62,53 km². W 2011 roku gmina liczyła 6727 mieszkańców.